# إدوين هورتادو
إدوين هورتادو (بالإسبانية: Edwin Hurtado)‏ هو لاعب كرة قاعدة فنزويلي، ولد في 1 فبراير 1970 في باركيسيميتو في فنزويلا.

## وصلات خارجية
- إدوين هورتادو على موقع دوري كرة القاعدة الرئيسي (الإنجليزية)
- إدوين هورتادو على موقع الدوري الياباني لكرة القاعدة (الإنجليزية)
- إدوين هورتادو على موقعبيزبول رفرنس.كوم (الدوري الرئيسي) (الإنجليزية)
- إدوين هورتادو على موقعبيزبول رفرنس.كوم (الدوري الثانوي) (الإنجليزية)
- إدوين هورتادو على موقع إي إس بي إن.كوم (أم.أل.بي) (الإنجليزية)
- إدوين هورتادو على موقع مشجعي الرسوم البيانية (الإنجليزية)